# 萊帕山
43°14′48″N 21°07′20″E / 43.24667°N 21.12222°E
萊帕山是塞爾維亞的山峰，位於該國中南部，鄰近庫爾舒姆利亞，處於首都貝爾格萊德以南180公里，海拔高度1,196米，受亞熱帶濕潤氣候影響。